# Vrstvená pyramida
Vrstvená pyramida, nebo také Chabova pyramida, se nachází v egyptské archeologické lokalitě Záwíjit el-Arján. Jejím stavebníkem byl zřejmě faraon Chaba z 3. dynastie, který vládl přibližně kolem roku 2670 př. n. l. Architektura pyramidy je velmi podobná architektuře Sechemchetovy a Džoserovy pyramidy. 
Pyramida byla na počátku 20. století prohledávána dvěma různými expedicemi egyptologů, které však uváděly jiný počet pohřebních komor nacházejících se v pyramidě. V průběhu vykopávek zde nebyly nalezeny žádné artefakty a ani žádné stopy po pohřbení faraona. Z tohoto důvodu není jasné, zda v pyramidě byl faraon pohřben a pyramida se později zřítila, nebo zda byla po předčasné smrti faraona opuštěna a zůstala nedokončena. Dnes má pouze dva stupně, ale podle stavebních plánů jich zřejmě měla mít pět až sedm. Dosáhla by tak přibližně 42 až 45 metrů na výšku.
Od roku 1970 se pyramida nachází ve vojenském pásmu. Kolem ní se rozprostírají pohřebiště z období 1., 2., 3. a 18. dynastie. Z pyramidového komplexu se nedochovaly žádné budovy.

## Výzkum
První průzkumy Vrstvené pyramidy probíhaly v roce 1839 pod vedením britského egyptologa Johna Shae Perringa. Roku 1848 ji pruský egyptolog Karl Richard Lepsius pod číslem XV zaznamenal do svého seznamu egyptských pyramid. V roce 1886 se francouzský badatel Gaston Maspero neúspěšně pokusil nalézt vchod do jejích podzemních chodeb. Ten objevil až o deset let později Francouz Jacques de Morgan. Komplexní a důkladný průzkum pyramidy provedl roku 1900 italský restaurátor, umělec a archeolog Alessandro Barsanti, který odkryl vertikální přístupové šachty vedoucí do pohřební komory. Nalezl zde několik nedokončených chodeb a komor, zcela bez artefaktů, a proto se domníval, že v pyramidě nebyl nikdy nikdo pohřben. V letech 1910 a 1911 následovaly výzkumy expedice amerických egyptologů vedené Georgem Reisnerem a Clarencem Fisherem. Barsantiho ani Reisnerův průzkum však nebyl dokončen a údaje uvedené v technické dokumentaci obou výprav se od sebe výrazně liší.
Situaci egyptologům komplikuje fakt, že se Vrstvená pyramida od roku 1970 nachází ve vojenském prostoru a od Reisnerova výzkumu se zde žádný jiný neuskutečnil. Pyramida je navíc z části zaváta pískem.

## Popis

### Nadzemní část
Vrstvená pyramida se nachází na skalním hřebeni v oblasti pohřebiště Záwíjit el–Arján, 8 kilometrů na jihozápad od Gízy a 7 kilometrů od Sakkáry. Má čtvercovou základnu o délce 84 metrů, která je lehce menší než základna Sechemchetovy a Džoserovy pyramidy. Podle rozměrů Džoserovy pyramidy egyptolog Jean–Philippe Lauer odhadl, že Vrstvená pyramida byla původně plánována jako pětistupňová a měla dosáhnout přibližně 42 až 45 metrů na výšku. Jiné odhady kolísají mezi pěti a sedmi stupni. Zachovaly se však jen dva stupně, které dosahují výšky 17 metrů. Aktuální zničený stav pyramidy dovoluje pohled na její jádro o rozloze 11 metrů čtverečních, které je vyrobeno z nekvalitních hrubých bloků kamene pocházejícího z místního podloží. Jádro obklopuje vrstva ze téhož materiálu o tloušťce 2,6 metrů, a ta je obložena 14 vrstvami vepřovic pospojovaných maltou a uspořádaných téměř vertikálně, s vnitřním úhlem sklonu 68°. Každá z těchto cihlových vrstev je stejně jako nejnižší kamenná vrstva tlustá 2,6 metru.
Zda nebyla pyramida dokončena, nebo se po završení stavby zřítila, zůstává pro egyptology sporné. Zatímco Rainer Stadelmann se přiklání k možnosti, že pyramida byla dokončena a později se zřítila, Miroslav Verner se domnívá, že pyramida zůstala kvůli předčasné smrti faraona nedokončená. Tuto hypotézu potvrzuje skutečnost, že nebyly nalezeny zbytky vápencového obložení pyramidy, které nemuselo být dokončeno.
Po stranách pyramidy byly objeveny zbytky cihlového zdiva. To vedlo Rainera Stadelmanna k domněnce, že pyramida měla obložení z vepřovic. Většina egyptologů tuto domněnku však odmítá a domnívá se, že zbytky cihel jsou pozůstatky z pracovních ramp, které po předčasném ukončení stavby nebyly odstraněny.

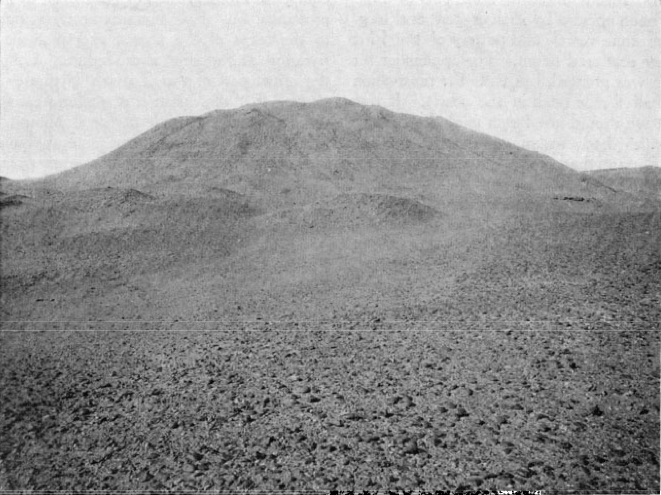
Vrstvená pyramida z východu, těsně před vykopávkami Reisnera a Fishera v letech 1910 až 1911
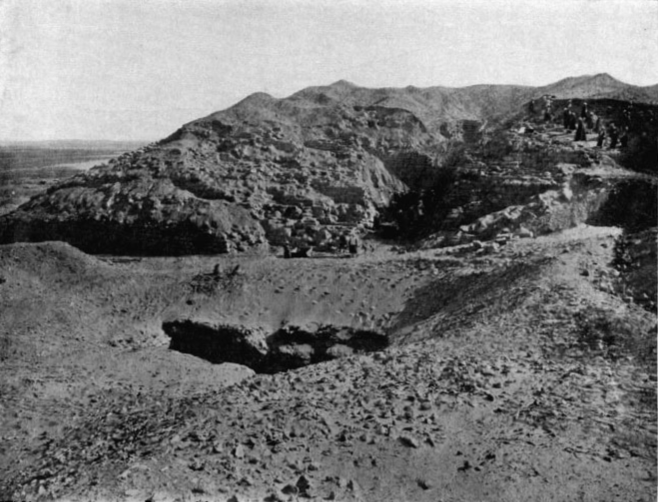
Severní strana pyramidy, 1910
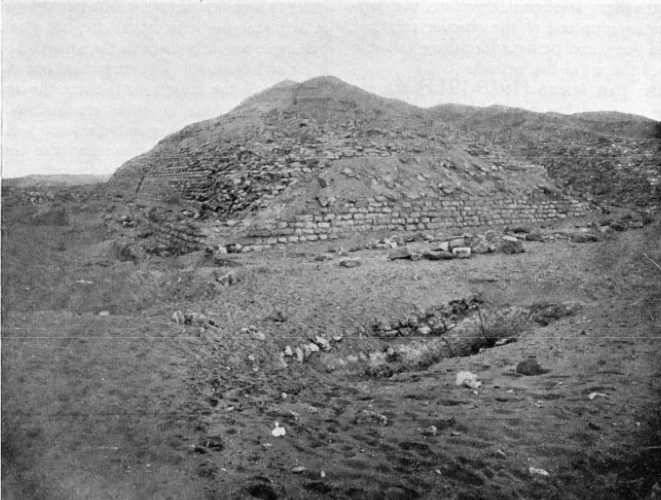
Cihlové zdivo Vrstvené pyramidy, 1910
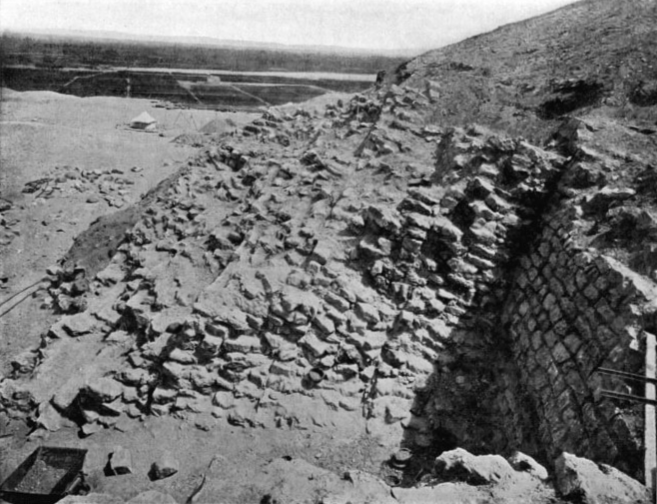
Téměř svislé cihlové zdivo Vrstvené pyramidy z východu, 1910.

### Podzemní část

Plánek pyramidy

Dispozice podzemní substruktury Vrstvené pyramidy se blízce podobá rozvržení Sechemchetovy pyramidy. Z tohoto důvodu se Mark Lehner domnívá, že obě pyramidy byly vystavěny v podobnou dobu.
Vchod do podzemních chodeb pyramidy leží poblíž severovýchodního nároží, což je pro stavby Staré říše, zcela ojedinělý případ. Vito Maraglioglio a Celeste Rinaldi se domnívají, že východní stranu architekti vybrali, aby uvolnili místo na severní straně, kde měl stát zádušní chrám. Aidan Dodson se přiklání k možnosti, že vstup byl umístěn na východě kvůli snazšímu přístupu ke skladům.
Vstup vede do 36 metrů dlouhé chodby, která začíná strmým schodištěm nasměrovaným k západu. V místě kde schodiště dosahuje severo-jižní osy pyramidy, se mění ve vertikální šachtu. Z horní části vertikální šachty vede směrem na jih ke středu pyramidy takzvaná horní chodba, která zřejmě nebyla dokončena. Ze dna vertikální šachty je přístup do horizontální chodby. Tato chodba vede směrem na jih až ke schodišti, kterým začíná takzvaná dolní chodba. V polovině dolní chodby schodiště končí a chodba pokračuje úzkým průchodem až k pohřbení komoře, která leží přesně ve svislé ose pyramidy. V pohřební komoře nebyly nalezeny žádné pozůstatky sarkofágu, ani něčeho jiného, co by potvrzovalo, že zde byl sarkofág uložen. Je rovněž otázkou, zda tak úzkou chodbou mohl sarkofág někdy projít. Pohřební komora je umístěna 26 metrů pod zemí; má téměř krychlový tvar se základnou 3,63 × 2,65 metrů a je vysoká 3 metry.
Podle Barsantiho nákresů podzemní části pyramidy se ze dna vertikální šachty směrem na sever vstupuje do galerie ve tvaru písmena U. V Reisnerových a Fisherových nákresech se tato galerie však nenachází. Podle Barsantiho půdorys galerie připomíná hřeben, jenž se dělí na 32 komor, které byly určeny zřejmě k uložení faraonovy pohřbení výbavy. V tomto galerijním systému Barsanti ale nic nenalezl.

## Pyramidový komplex a okolní pohřebiště
Kolem Vrstvené pyramidy nebyly nalezeny žádné pozůstatky po její vzestupné cestě, ohradní zdi ani žádné jiné zbytky obvyklých budov pyramidových komplexů. Našly se zde pouze zbytky cihlových zdí orientované kolmo na východní stranu pyramidy. Může se jednat o pozůstatky kultovní pyramidy, což ale není nijak podloženo. Zádušní chrám se nacházel možná u východní strany objektu.
Směrem na východ od pyramidy leží také rozvaliny dosud nezkoumané stavby, kterou místní obyvatelé nazývají El-gamal el-barek, což v překladu znamená „Ležící velbloud”. Podle domněnky egyptského archeologa Nabila Svelima, by se mohlo jednat o rozvaliny údolního chrámu pyramidy. Kdyby se tato hypotéza potvrdila, jednalo by se o nejstarší dochovaný pyramidový komplex s údolním chrámem, orientovaný na východo-západ.
Pyramida je obklopena celkem pěti pohřebišti, a to z období 1., 2., 3. a 18. dynastie a z období římské nadvlády. V pohřebišti datovaném do 3. dynastie leží čtyři mastaby. Reisner a Fisher toto pohřebiště pokládají za hrobky příslušníků královské rodiny a soudních úředníků. Mezi ně patří velká mastaba Z500, která leží přibližně 200 metrů od Vrstvené pyramidy. V této mastabě bylo nalezeno osm kamenných misek se serechem panovníka Chaby, což někteří egyptologové považují za důkaz, že Vrstvenou pyramidu nechal vystavět právě Chaba.

## Datování a stavebník

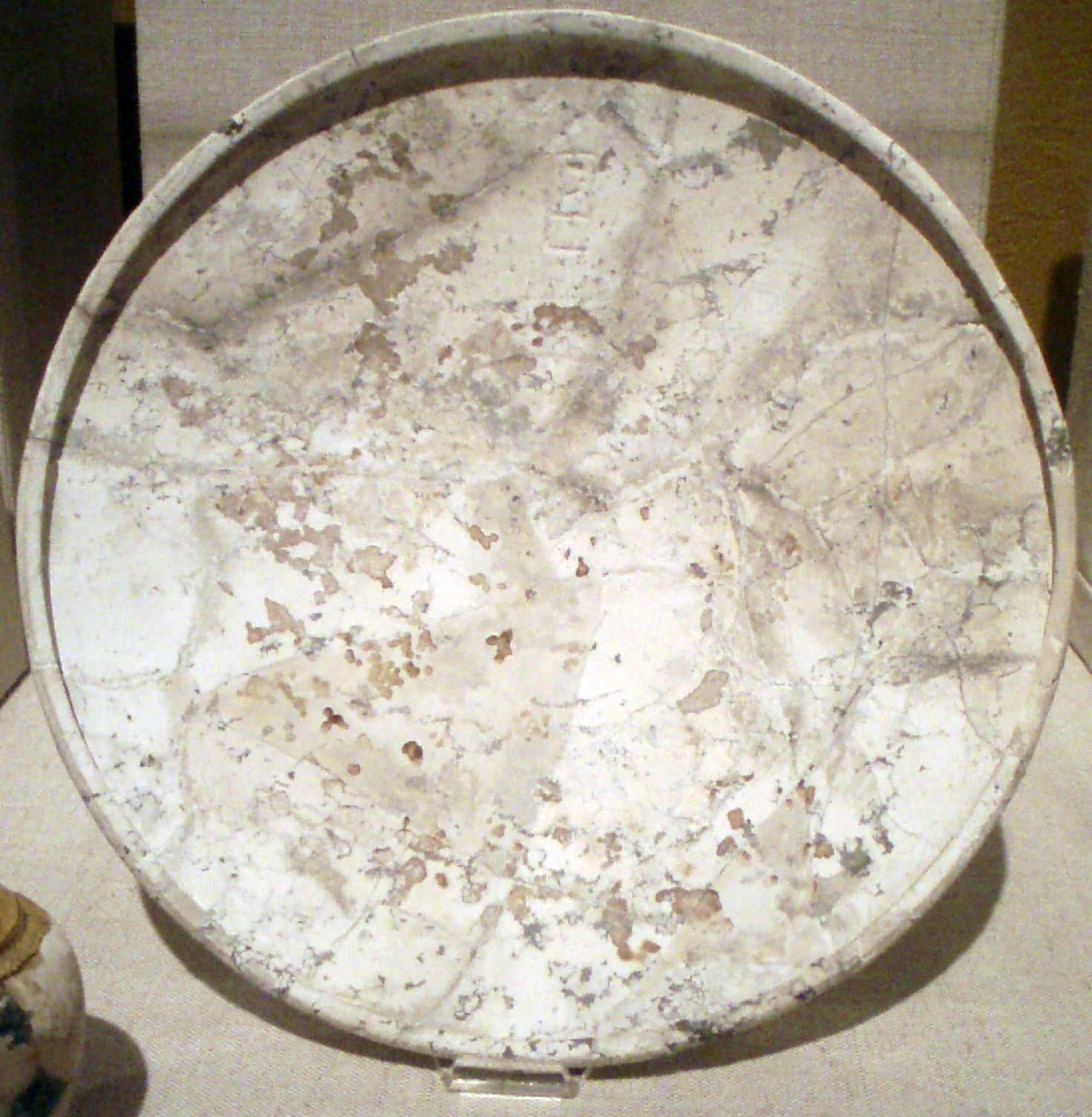
Dolomitová mísa se jménem krále Chaby nalezená v mastabě Z500

Díky svému architektonickému stylu je Vrstvená pyramida bezpečně datována do období mezi vládou krále Sechemcheta a krále Snofrua, zakladatele 4. dynastie. Rainer Stadelmann, Miroslav Verner a Jean-Philippe Lauer srovnávají architekturu Vrstvené pyramidy se stupňovitými pyramidami Džosera a Sechemcheta. Vrstvená pyramida vykazuje jak komplexní vývoj týkající se podzemní substruktury, tak zjednodušení stavebních metod používaných pro nástavbu. Pokládají ji proto za pokročilou verzi Sechemchetovy pyramidy.
Dalším problémem je pro egyptology otázka, kdo pyramidu vystavěl. Většina z nich se přiklání k hypotéze, že stavebníkem Vrstvené pyramidy byl panovník Chaba z pozdního období 3. dynastie. Chabovi pyramidu připisují na základě kamenných misek s jeho serechem, které byly nalezeny poblíž Vrstvené pyramidy v mastabě Z500. Rainer Stadelmann identifikuje Chabu s Hunejem, kterému je v Turínském královském papyru připsána vlády dlouhá 24 let. Podle Stadelmanna mohlo toto časové rozpětí stačit na vystavění Vrstvené pyramidy. Někteří egyptologové včetně Wolfganga Helcka a Aidana Dodsona tuto domněnku odmítají a Chabu ztotožňují se Hudžefou II., zmíněným pouze na Turínském královském papyru.